# Fern Hill
Fern Hill is een gehucht in het bestuurlijke gebied Babergh, in het Engelse graafschap Suffolk. Het maakt deel uit van de civil parish Glemsford. Diverse toeristische wandelroutes door het landschap rond Glemsford lopen langs Fern Hill.
Acton · Acton Place · Aldham · Alpheton · Arwarton · Ash Street · Assington · Audley End · Ballingdon · Bell's Corner · Belstead · Bentley · Bildeston · Bird Street · Bower House Tye · Boxford · Boxted · Brantham · Brent Eleigh · Brettenham · Bridge Street · Broad Street · Brook Street · Brundon · Bures · Bures Green · Bures St. Mary · Burstall · Burstallhill · Button's Green · Capel St. Mary · Castling's Heath · Calais Street · Cattawade · Chattisham · Chelmondiston · Chelsworth · Chelsworth Common · Chilton · Church End · Cockfield · Cock Street · Cook's Green · Colchester Green · Coles Green · Copdock · Copdock and Washbrook · Cornard Tye · Cross Green (Cockfield) · Cross Green (Hartest) · Cross Green (Hitcham) · Cuckoo Tye · Dorking Tye · Drakestone Green · East Bergholt · East End · Edwardstone · Elmsett · Fern Hill · Flatford · Fenstead End · Freston · Gipsy Row · Glemsford · Gosling Green · Great Cornard · Great Green · Great Waldingfield · Groton · Hadleigh · Hadleigh Heath · Hagmore Green · Hanningfield Green · Harkstead · Harrow Green · Hartest · Hartest Hill · Hart's Green · Hibb's Green · Higham · Hintlesham · Hitcham · Holbrook · Holton St. Mary · Honey Tye · Horner's Green · Humble Green · Kersey · Kersey Tye · Kersey Upland · Kettlebaston · Lattinford Hill · Lavenham · Lawshall · Lawshall Green · Layham · Leavenheath · Lindsey · Lindsey Tye · Little Cornard · Little Waldingfield · Long Melford · Lower Holbrook · Lower Layham · Lower Raydon · Lower Street · Mace Green · Milden · Mile End · Mill Green · Mill Hill · Mill Street · Monks Eleigh · Naughton · Nayland · Nayland-with-Wissington · Nedging · Nedging-with-Naughton · Nedging Tye · Newman's Green · Newton · Oldhall Green · Parliament Heath · Pinewood · Polstead · Polstead Heath · Potash · Preston St. Mary · Priory Green · Raydon · Rodbridge Corner · Rooksey Green · Rose Green (Assington) · Rose Green (Lindsey) · Round Maple · Sackers Green · Scotland Street · Semer · Shelley · Sherbourne Street · Shimpling · Shimpling Street · Shop Corner · Shotley · Shotley Gate · Slough Hill · Smithwood Green · Somerton · Sproughton · Stackyard Green · Stanstead · Stoke-by-Nayland · Stone Street (Boxford) · Stone Street (Hadleigh) · Stratford St. Mary · Stutton · Sudbury · Swingleton Green · Tattingstone · Tattingstone White Horse · The Heath · The Woodlands (Holbrook) · The Woodlands (Raydon) · Thorington Street · Thorpe Green · Thorpe Morieux · Tye Went · Upper Layham · Upper Street · Upsher Green · Washbrook · Washbrook Street · Washmere Green · Wattisham · Wenham Magna · Wenham Parva · Whatfield · Whelp Street · Wherstead · Whitestreet Green · Wicker Street Green · William's Green · Windsor Green · Wissington · Withermarsh Green · Woolverstone · Workhouse Green